# 山口大学教育学部附属光小学校
国立大学法人山口大学教育学部附属光小学校（こくりつだいがくほうじんやまぐちだいがくきょういくがくぶふぞくひかりしょうがっこう）は、山口県光市室積八丁目にあった国立小学校。山口大学教育学部の附属学校である。

## 沿革
- 1915年（大正4年） - 山口県熊毛郡室積町（現・光市）に設置された県立の山口県室積師範学校の附属施設として附属光小学校が開校。
- 1920年（大正9年） - 山口県女子師範学校附属小学校に改称。
- 1941年（昭和16年） - 山口県女子師範学校附属国民学校に改称。
- 1943年（昭和18年） - 国立学校に移管、山口師範学校女子部附属国民学校に改称。
- 1947年（昭和22年） - 学制改革に伴い、初等科を山口師範学校女子部附属小学校、高等科を山口師範学校女子部附属中学校に改組。
- 1949年（昭和24年） - 山口大学の発足に伴い、山口大学山口師範学校附属光小学校に改称。
- 1951年（昭和26年） - 山口大学教育学部附属光小学校に改称。
- 2004年（平成16年） - 国立大学法人法の規定により国立大学法人となる。
- 2025年（令和7年） - 義務教育学校への移行のため廃校